# カキノハグサ

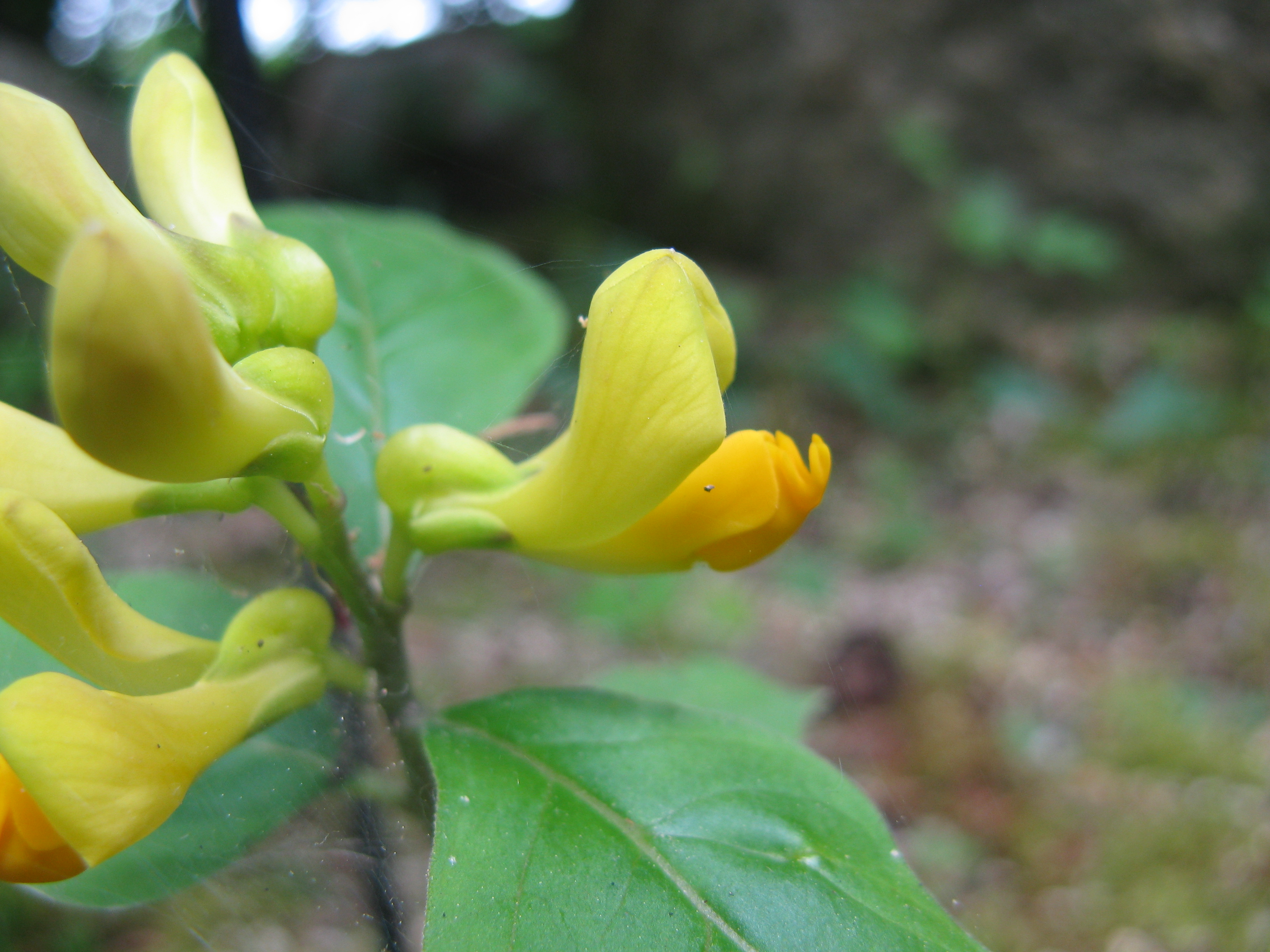
花

カキノハグサ(巴戟天) Polygala reinii Franch. et Savat. は、ヒメハギ科の多年草で、マメ科に似た黄色い花をつける。名前の由来は葉の形が柿のそれに似ていることによる。

## 特徴
多年生の草本。根茎は木質で根が太い。茎は直立して高さ20-30cmになり、あまり分枝しない。互生する葉は長楕円形、または倒卵状長楕円形で、長さ8-17cm。幅は3-7cm、葉柄は短い。葉身は薄く、鋸歯はなく、先端は急に尖り、基部はくさび形。
花期は5-6月。花序は茎の先端から立ち上がる総状花序で、長さは2-5cm。花は黄色で、ときに淡紅色を帯びる。萼片は5個あるが、2個の側萼片は大きく発達して花弁状となり、広倒披針形で先端が丸く、花弁と同じ長さで上を向く。花弁は3枚で長さ2cm、基部で互いにくっついており、下側の1枚の先端には房状の付属体がある。
和名はその葉が柿の葉に似ることによる。

## 分布と生育環境
中部地方西部から近畿、それに静岡県に分布する。比叡山には特に多いとも。山地の木陰、やや乾燥した場所に生える。

## 分類
同属には日本産と帰化種が複数あるが、いずれも遙かに小さな花をつけるものである。他に似たような花をつけるものもなく、混乱することはない。
種内変異として、葉が披針形のナガバカキノハグサ forma angustifolia Ohwi が知られる。

## 保護の状況
環境省のレッドリストでは特に階級を定めていないが、近畿各地でそれなりの指定を受けている。特に福井県と三重県では絶滅危惧I類としている。